# Отто Тітус Блаті
Отто Тітус Блаті (угор. Bláthy Ottó Titusz; 11 серпня 1860, Тата — 26 вересня 1939, Будапешт) — угорський науковець, інженер-електрик, шаховий композитор.
Закінчивши середню школу в невеликому західноугорському місті Тата, 17-річний Тітус поїхав до Відня і вступив на факультет машинобудування Технічного університету, який закінчив інженером-механіком у 1882 році.

## Винахідник
Упродовж своєї кар'єри став співавтором винаходу електричного трансформатора, регулятора напруги (стабілізатора напруги), лічильників змінного струму, електродвигуна, турбогенератора.
Кар'єру винахідника Отто почав під час свого перебування на заводі Ганц, де влаштувався 1 липня 1883 працювати в електричному відділі. Варто відзначити, що й назву «трансформатор» запропонував саме він.
Отто Тітус Блаті дедалі більше цікавився електротехнікою й ретельно вивчав експерименти Фарадея та теоретичні роботи Максвелла. Він був першим, хто зміг обчислити магнітне поле з використанням кривих намагнічування і завдяки цьому започаткував проектування електричних машин постійного струму.
На заводі він проводив експерименти для створення трансформатора. У 1885 р. трансформатор змінного струму винайшли три угорські інженери: Отто Блаті, Мікша Дері та Карой Зіперновскі.

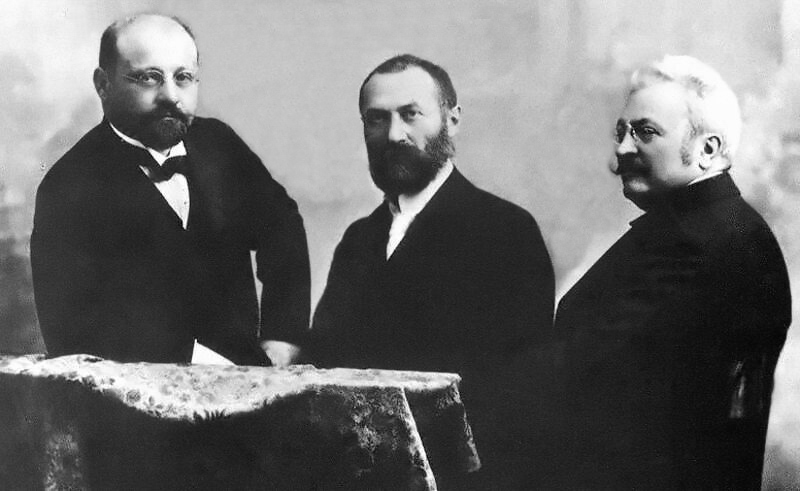
Отто Тітус Блаті разом з Мікшею Дері та Кароєм Зіперновскі

Отто Тітус Блаті почесний член АН Угорщини, почесний доктор вищих технічних шкіл Будапешта і Відня.

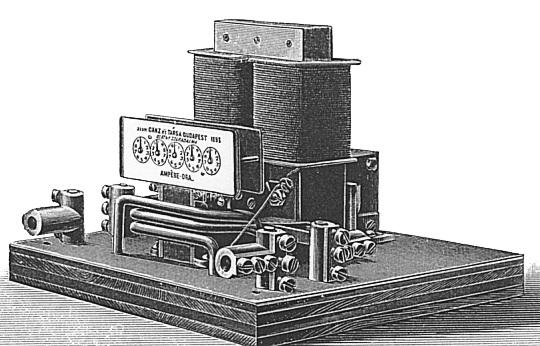
Bláthy's Wattmeter jpg

## Шахи
Крім своєї наукової праці, Отто Тітус Блаті відомий як автор шахових задач. В шаховій композиції він відкрив тему, яка має назву тема Блаті. Він є автором 2-х збірників багатоходових задач (1889 та 1890). З 1879 опублікував понад 400 шахових композицій. Здобув славу видатного фахівця у складанні «задач-монстрів» (в одному із них треба дати мат за 257 ходів).

## Інші захоплення
Отто Тітус Блаті був яскравою особистістю. В молоді роки був завзятим велосипедистом і зробив тури по всій Австро-Угорщині, Італії та Боснії на велосипеді. Коли розпочалася ера автомобілів, він став водієм-любителем.